# Patrick Moreau
Patrick Moreau (* 6. November 1951 in Wetzlar) ist ein deutsch-französischer Politikwissenschaftler und Extremismusforscher, der auch unter den Pseudonymen Peter Christian Segall, Hermann Gleumes und Pierre Bergamlaim veröffentlicht.

## Leben
Moreau studierte Philosophie und Geschichte an den Universitäten Paris IV und Paris X. 1978 wurde er bei Jacques Droz an der Universität Paris I über die „Kampfgemeinschaft Revolutionärer Nationalsozialisten“ um Otto Strasser zum Dr. phil. promoviert. Er studierte Politikwissenschaften am Institut d’études politiques de Paris und habilitierte sich 1984 mit der durch Alfred Grosser begleiteten Arbeit Die Nationaldemokratische Partei Deutschlands im politischen Leben der Bundesrepublik Deutschland 1964–1976.
Ab 1985 arbeitete er als Wissenschaftler für das Centre national de la recherche scientifique (CNRS), zeitweilig war er Forschungsdirektor in Paris und Berlin. 1987 wurde er Mitarbeiter im Französischen Außenministeriums.
Er war Stipendiat der Alexander-von-Humboldt-Stiftung und der Deutschen Forschungsgemeinschaft. Moreau forschte intensiv zum Linksextremismus und war von 1994 bis 1998 Mitglied der Enquete-Kommission „Überwindung der Folgen der SED-Diktatur im Prozeß der deutschen Einheit“. Zuletzt war er als Politikwissenschaftler für das CNRS der Universität Straßburg tätig.

## Werk
Moreaus Arbeitsschwerpunkt sind rechtsextremistische Gruppierungen und linke Parteien in Europa, inzwischen zunehmend auch die Antiglobalisierungsbewegung. Er verfasste häufig im Auftrag der parteinahen Stiftungen der CDU/CSU – manchmal auch direkt für die Unionsparteien oder ihre Gliederungen – Studien und Aufsätze, in denen er insbesondere der Partei des Demokratischen Sozialismus (PDS) vorwarf, eine linksextremistische Partei zu sein. Mehrfach kommentierte er für den Bayernkurier, die Parteizeitung der CSU.
Moreau räumte im Zusammenhang mit der Affäre um die Beobachtung des Linkspartei-Abgeordneten Bodo Ramelow Kontakte zum thüringischen Verfassungsschutz ein, bestreitet aber, von dieser Behörde mit Informationen versorgt worden zu sein. 
Unter dem Pseudonym Hermann Gleumes schrieb Moreau für die CDU-nahe Studentenorganisation RCDS, die ostdeutschen CDU-Landesverbände und die CSU-nahe Hanns-Seidel-Stiftung an Publikationen mit, die gegen Linke, vor allem gegen die PDS gerichtet waren. Unter dem Pseudonym Peter Christian Segall verfasste Moreau für die Hanns-Seidel-Stiftung und die thüringische Christlich-Demokratische Arbeitnehmerschaft (CDA) Artikel und Broschüren, in denen er die Linkspartei und ihr nahestehende Gewerkschafter heftig kritisierte. Dass er sich dabei unter seinen Pseudonymen selbst zitierte, brachte ihm die Kritik ein, wissenschaftlich unseriös gehandelt zu haben. 
Ab 1999 hat Moreau mehrfach Vorträge auf Symposien des Thüringer Landesamtes für Verfassungsschutz gehalten und war 2002 wissenschaftlicher Kurator einer solchen Veranstaltung. Er veröffentlichte auch in der Erfurter Heron Verlagsgesellschaft, die in einem Prozess vor dem Erfurter Landgericht als Tarnunternehmen des Thüringer Landesamtes bekannt geworden ist. Beim Veldensteiner Kreis trat er als Referent auf.

## Schriften
- „Nationalsozialismus von links: die Kampfgemeinschaft Revolutionärer Nationalsozialisten und die Schwarze Front Otto Strassers 1930–1935“ (Promotionsarbeit) Stuttgart 1985
- „PDS: Anatomie einer postkommunistischen Partei“ / Schriftenreihe Extremismus & Demokratie, Bd. 3. Bonn und Berlin 1992 (mit Unterstützung der Konrad-Adenauer-Stiftung u. Hanns-Seidel-Stiftung)
- Die extreme Rechte in Deutschland. Geschichte – gegenwärtige Gefahren – Ursachen – Gegenmassnahmen. Mit Uwe Backes, im Auftrag des B’nai B’rith München, München 1993, ISBN 978-3-929115-30-7.
- „Les héritiers du IIIe Reich: l'extrême droite allemande de 1945 à nos jours“ Paris 1994
- „Gefahr von links? Die PDS auf dem Weg zur Etablierung“ Wiesbaden 1994
- „Was will die PDS?“² (in Zusammenarbeit mit Jürgen P. Lang und Viola Neu) Frankfurt/M. und Berlin 1994
- „PDS: das Erbe der Diktatur“³ (zusammen mit Jürgen P. Lang), Grünwald 1994
- „Die PDS zwischen Linksextremismus und Linkspopulismus“² (in Zusammenarbeit mit Viola Neu) Sankt Augustin 1994
- „Auferstanden aus Ruinen ...?² Die PDS nach dem Super-Wahljahr 1994“ (zusammen mit Jürgen P. Lang und Viola Neu). Sankt Augustin 1995
- „Linksextremismus: eine unterschätzte Gefahr“ (zusammen mit Jürgen P. Lang) Bonn 1996
- „Verdeckte Verführung. Die ‚Erfurter Erklärung‘ und die Bündnispolitik der PDS im Wahljahr 1998“ (zus. m. Manfred Wilke u. a.) Hrsg. von den Landesverbänden der CDU in den neuen Bundesländern o. J. (1998)
- Der Kommunismus in Westeuropa – Niedergang oder Mutation? Hrsg. mit Marc Lazor, Gerhard Hirscher, Olzog Verlag 1998, ISBN 978-3-7892-9319-1.
- „Die PDS: Profil einer antidemokratischen Partei“³ mit Beiträgen von Hermann Gleumes, Gerhard Hirscher, Peter Maser und Manfred Wilke, München 1998
- „Nach der Berliner Wahl: Zustand und Perspektiven der PDS“³ (zus. m. Rita Schorpp-Grabiak), München 1999
- „Frankreich: eine politische Landeskunde“ (zusammen mit Gisela Müller-Brandeck-Bocquet) 2., durchgesehene Auflage, Opladen 2000
- „Man muß so radikal sein wie die Wirklichkeit“ in „Die PDS: eine Bilanz“ / Schriftenreihe Extremismus & Demokratie, Bd. 4 (zusammen mit Rita Schorpp-Grabiak) Baden-Baden 2002
- „Die West-PDS als Gravitationsfeld eines linksextremistischen Pluralismus“² (zusammen mit Rita Schorpp-Grabiak und Bettina Blank in „Der missbrauchte Antifaschismus“) Freiburg 2002
- „Politische Positionierung der PDS - Wandel oder Kontinuität?“³ München 2002
- „Eine andere Welt ist möglich.“ Identitäten und Strategien der globalisierungskritischen Bewegung. Zusammen mit Eva Steinborn. Akademie für Politik und Zeitgeschichte der Hanns Seidel Stiftung, München 2005, ISBN 3-88795-287-1.
- „Extrême droite et national-populisme en Europe de l'Ouest, Centre de recherche et d´information socio-politiques (crisp)“ (zusammen mit Pierre Blaise), Bruxelles 2004, 584 pages.
- „Dictionnaire du communisme, Larousse à présent“ (herausgegeben von Stéphane Courtois), Paris 2007.
- „Communist and Post-Communist Parties in Europe“, Vandenhoeck & Ruprecht (zusammen mit Uwe Backes), Göttingen 2008,
- „Freiheit oder Sozialismus, Die Linke in Nordrhein-Westfalen“, 2010.
- Die Rückkehr des Nationalpopulismus in Österreich. Online in Zeitschrift Totaliltarismus und Demokratie 7, Heft 1, S. 39–82, 2010.
- „Extrémisme et violence“, Revue des sciences sociales, Université de Strasbourg, n° 46, (Mit Uwe Backes und Pascal Hintermeyer), 2011,
- „The Extreme Right in Europe. Current Trends and Perspectives“, Schriften des Hannah-Arendt-Instituts, Band 46, Vandenhoeck & Ruprecht (zusammen mit Uwe Backes), Göttingen 2012,
- „De Jörg Haider à Heinz-Christian Strache. L´extrême droite autrichienne à l´assaut du pouvoir“, Cerf politique, Paris 2012,

Unter dem Pseudonym Peter Christian Segall
- „Transmissionsriemen der Postkommunisten?“ Erfurt 1999
- „Die PDS im Wahljahr 1999“³ München, 1999
- „Die PDS vor den Europawahlen“³ München, 1999

Unter dem Pseudonym Hermann Gleumes
- „Mit Kommunisten und Grünen in die 90er Jahre?“ Strukturen und Entwicklungstendenzen des linksradikalen Bündnisgeflechts an den Hochschulen der Bundesrepublik Deutschland (zusammen mit Christoph Brand) Hrsg.: RCDS-Bundesvorstand, Erlangen 1986
- „Studenten gegen Gewalt“ (zusammen mit Christoph Brand) Hrsg.: RCDS-Bundesvorstand, Bonn 1986
- „Verdeckte Verführung. Die ‚Erfurter Erklärung‘ und die Bündnispolitik der PDS im Wahljahr 1998“ A. s. O.
- „Die PDS: Profil einer antidemokratischen Partei“³ A. s. o.

²für die Konrad-Adenauer-Stiftung
³für die Hanns-Seidel-Stiftung